# 池田恵 (漫画家)
池田 恵（いけだ けい、1965年3月3日  - ）は、日本の漫画家。男性。広島県出身。広島東洋カープの熱烈なファン。

## 単行本
- 出動!!軟式応援団（白泉社、ジェッツコミックス、1989年）
- 魔法の少尉ブラスターマリ（バンダイ、ピュアサイバーコミックス、1990年）
  - 復刻版（アスキー・メディアワークス、電撃コミックス、2004年）
- ジュニア君!!ホテル物語（原作：矢島正雄、白泉社、ジェッツコミックス、1990-91年）全3巻
- 無敵のビーナス（『月刊コミックNORA』（学習研究社）連載、ノーラコミックス、1992-94年）全2巻
- FUJIYAMA MAMA!（『月刊コミックNORA』（学習研究社）連載、ノーラコミックス、1995年）
- 無敵のビーナス 第二部（『月刊コミックNORA』（学習研究社）連載、ノーラコミックス、1996-98年）全5巻
- スクラップド・プリンセスす・て・プ・リ（原作：榊一郎、角川書店、角川コミックスドラゴンJr.、2003年）
- 名探偵浅見光彦の事件簿3（原作：内田康夫、秋田書店、秋田トップコミックスW、2005年）

## 表紙・挿絵
- 瑠璃丸伝 当世しのび草紙（小説：松枝蔵人、メディアワークス、電撃文庫、1993-98年）全7巻
- 無敵のビーナス（ドラマCD、K.A.Oプロモーション、チェリー文庫、1994年）

## アンソロジー
- プロジェクトA子4 完結編!? アンソロジー（ラポート、1990年）
- 金田一耕助 蝙蝠男（原作：横溝正史、秋田書店、サスペリアミステリー別冊付録、2002年）
- 名探偵浅見光彦の事件簿&旅情ミステリーベストコミック12（原作：内田康夫、秋田書店、AKITA TOP COMICS500、2018年）

## ゲームイラスト
- 三国志大戦（セガ）
  - EX大喬
  - EX小喬

## 単行本未収録
- ようへい君BANG!（全2話、『コミコミ』(白泉社)、1988年12月号）
- ビーチバリヤーナナミ!（全2話、コミックガム、ワニブックス、1999年）